# 東京ベイ舞浜ホテル ファーストリゾート
東京ベイ舞浜ホテル ファーストリゾート（とうきょうベイまいはまホテルファーストリゾート、Tokyo Bay Maihama Hotel First Resort）千葉県浦安市舞浜にあるホテルの一つであり、東京ディズニーリゾート (TDR) 内にある東京ディズニーリゾート・オフィシャルホテルの一つでもある。2019年9月30日までは「サンルートプラザ東京」として運営されていた。

## 概要
- 所在地：千葉県浦安市舞浜1-6
- 開業日：1986年（昭和61年）7月20日
- 客室数：696室
- 料飲施設：3箇所
- 宴会施設：9箇所
- 所有：東京ベイ舞浜ホテル
- 経営・運営：株式会社東京ベイ舞浜ホテル

TDRで最初に開業したホテル。
東京ディズニーリゾート・オフィシャルホテルおよびディズニーホテルの中では、価格帯などが比較的廉価となっている。
開業当初はウエストサイドとノースサイドの2館構成で客室数は500室余りだったが、2003年にサウスサイドを増築し、696室に増設した。
サンルートホテルチェーンとの契約を終了し、2019年10月1日より「東京ベイ舞浜ホテル ファーストリゾート」に名称を変更すると共に、株式会社東京ベイホテルズ傘下として東京ベイ舞浜ホテル、東京ベイ舞浜ホテル クラブリゾートとグループブランドを構成することが発表された。これに伴い、ノースサイドが「ANNEX」に改称した。同時に運営会社である「株式会社プラザサンルート」も「株式会社ファーストリゾート」に社名変更した。

## 客室
客室数 696室（ウエストサイド 305室・ANNEX 192室・サウスサイド 199室）／収容人数 2,306人
スタンダードツインといった普通の客室もあるが、以下のようにコンセプトルームがあり、人気が高い。
クルージングキャビン
客船をテーマとした客室。客室の壁にはオールや救命胴衣が飾られている。最上階のエレベータホールは操舵室の設定であり、舵輪や救命ボートがある。下層のエレベータホールはエンジンルームの設定で窓などが無い。
フロンティアルーム
西部開拓時代のアメリカをテーマとした客室。客室の壁には宝の地図が掲げられており、ティーテーブルは羅針盤をデザインしたものとなっている。エレベータホール、廊下なども壁や天井に小動物の足跡が描かれていたり、小動物用の扉などが飾られている。
プレジャールーム
1950年代のアメリカンドリームをテーマとした客室。
キャッスルルーム
「お城の中のゲストルーム」をテーマとした客室。客室や廊下に「ガラスの靴」「赤いリンゴ」といったおとぎ話に登場するアイテムが飾られている。

## レストラン
スカイホール「カーニバル」
メインダイニングレストラン。
コーヒーハウス「カリフォルニア」
カジュアルレストラン。ビュッフェ・バイキングなども開催されている。
日本料理「浜風」
舞浜ベイエリア最大のお座敷をもつ和風レストラン。

## 宴会場
- 大宴会場1室
- 中宴会場2室
- 小宴会場4室
- スカイバンケット 2室

## 交通アクセス

### 電車
- JR京葉線舞浜駅下車。無料送迎バス（時間帯によっては東京ディズニーランドを経由）で、所要時間約5分から10分）[6]、または徒歩。
- ディズニーリゾートラインを「ベイサイド・ステーション」で下車。無料送迎バスで約3分[6]、または徒歩。
- 東京ディズニーランドからホテルまで無料送迎バス（時間帯によっては舞浜駅を経由）で、所要時間約5分から10分）[6]、または徒歩。

### バス
- 羽田空港よりリムジンバスで約50分[7]
- 成田空港よりリムジンバスで約60分から85分[7]
- 東京ベイシティ交通12系統「東京ベイ舞浜ホテル」下車

### 車
- 首都高速湾岸線浦安出入口より約10分[7]